# Susana Viau
Susana Viau (25 tháng 9 năm 1944 – 24 tháng 3 năm 2013) là một nhà báo, nhà văn và một nhà báo chính trị người Argentina có nhiều kinh nghiệm trong lĩnh vực truyền thông đồ họa ở nước bà.

## Tiểu sử
Susana Viau theo học Văn học tại Đại học Buenos Aires (UBA). Bà là một chiến binh cách mạng trong thập niên 60 và 70.
Sau cuộc đảo chính năm 1976, năm 1977 bà phải sống lưu vong. Sau sáu tháng tị nạn cùng gia đình ở Brazil, bà sống ở Madrid cho đến năm 1988, khi bà trở về Argentina.
Bà duy trì mối quan hệ hữu nghị với các nhân vật chính trị của nhiều trích đoạn tư tưởng khác nhau: với phó khối liên minh Peronist Felipe Solá, phó chủ tịch của Liên minh dân sự cấp tiến (UCR) và ứng cử viên tổng thống Ricardo Alfonsín, và phó nhà báo quốc gia Miguel Bonasso.

## Nghề báo
Viau bắt đầu làm báo trong năm 1966 tại tạp chí Panorama. Sau đó, cô đến Siete Días, Análisis và Confirmado. Bà tham gia tờ báo El Mundo, liên kết với Đảng Cách mạng Công nhân, nơi bà làm việc trong phần Sửa chữa. Sau đó, bà đến El Cronista Comercial, đạo diễn bởi Rafael Perrotta.
Từ Tây Ban Nha, bà viết cho Página / 12, nơi bà làm việc 20 năm với tư cách là một nhà văn. Ở đó, bà đã hoàn thành các cuộc điều tra báo chí mẫu mực, chẳng hạn như cuộc điều tra kiểm tra thư ký riêng của Tổng thống Carlos Menem, Miguel Ángel Vicco, vì món hời mà Kế hoạch Bà mẹ và Trẻ em Quốc gia nhận sữa chất lượng kém cho trẻ em mà không có nguồn gốc. Bà đã điều tra người giữ kỷ lục PAMI, Matilde Menéndez, bảng tiền song song của Banco Hipotecario, và nhân viên ngân hàng Menemista Raúl Moneta, về người mà bà ấy đã xuất bản một cuốn sách.
Năm 2008, bà tiếp tục đến tờ báo Crítica de la Argentina, nơi bà dành hết tâm trí cho phân tích chính trị cũng như nghiên cứu và phỏng vấn.
Trong những năm sau đó, bà làm việc như một chuyên mục chính trị tham khảo tại ấn bản Chủ nhật của tờ báo Clarín.

### Radio
Trên đài phát thanh, từ La Again Diez, bà đảm nhận một chuyên mục cho chương trình Estamos como queremos.

## Tử vong
Susana Viau qua đời do hậu quả của sự tái phát muộn của bệnh ung thư phổi tại Viện Ung thư Alexander Fleming ở Buenos Aires ở tuổi 68.
Chồng bà Enrique Pacheco qua đời vào ngày 31 tháng 12 cùng năm. Cặp đôi có hai con, María và Enrique.

## Sách
- 2001, El banquero. Raúl Moneta, un amigo del poder en la ruta del lavado, Planeta, Buenos Aires, ISBN 950-49-0815-2
- 2013, La reina de corazones. No es más que un naipe en la baraja, Biên tập Sudamericana, Buenos Aires, ISBN 9789500744850